# 大耳朵图图之美食狂想曲
《大耳朵图图之美食狂想曲》是由速达执导及编剧的2017年中国动画喜剧电影，由上海美术电影制片厂、上海电影集团、上海上影大耳朵图图影视传媒有限公司出品，由上海民新影视娱乐有限公司联合出品及发行。2017年7月28日在中華人民共和國首映。本部动画电影也是上海美术电影制片厂成立60周年的“献礼片”。

## 配音员
- 豆豆 配音 图图
- 范楚绒 配音 图图妈妈
- 胡谦 配音 图图爸爸
- 王衡 配音 麦大星
- 李晔 配音 麦小星
- 王肖兵 配音 牛爷爷
- 吴磊 配音 健康哥哥
- 蒋可 配音 小怪
- 李心仪 配音 小美
- 蒋孙丞薇 配音 刷子

## 获奖信息
《大耳朵图图之美食狂想曲》获得第31届中国电影金鸡奖最佳美术片奖。

## 外部連結
- 豆瓣电影上《大耳朵图图之美食狂想曲》的資料 （简体中文）